# 李端 (成化進士)
李端（1442年—？），字表正，湖廣襄陽府棗陽縣人，明朝政治人物。

## 生平
湖廣鄉試第十八名舉人。成化十七年（1481年）中式辛丑科會試第一百五名，三甲第四十一名進士。歷官南京御史，巡視糧儲，管理京營，剔弊除奸。其性剛直，多次忤權貴，汪直以事陷害，逮下詔獄，九死一生。不久獲赦釋出，左遷永安經歷。弘治十七年（1504年）浙江溫州府知府。

## 家族
曾祖李榮；祖父李忠；父李和，母高氏。具慶下。